# Mirosław Chmara
Mirosław Marian Chmara (* 9. května 1964, Bydhošť) je bývalý polský atlet, tyčkař.
Reprezentoval na letních olympijských hrách v jihokorejském Soulu 1988. Ve finále však nezaznamenal platný pokus, když na základní výšce 560 cm třikrát neuspěl. O rok později získal na halovém ME v nizozemském Haagu bronzovou medaili. Jeho bratrancem je bývalý úspěšný vícebojař Sebastian Chmara.